# Christian Köck
Christian Köck (1 de Junho de 1958, Viena) é cientista, industrial e político austríaco (LIF).